# Баварська Вікіпедія
Баварська Вікіпедія (бавар. Boarische Wikipedia) — розділ Вікіпедії баварським діалектом німецької мови. Створена у 2006 році. Баварська Вікіпедія станом на 26 березня 2025 року містить 27 177 статей, 74 224 зареєстрованих користувачів, 50 активних дописувачів, 2 адміністраторів
. Загальна кількість сторінок у баварській Вікіпедії — 110 333, редагувань — 110 333, редагувань — 846 434, завантажених файлів — 1152
. Глибина (рівень розвитку мовного розділу) баварської Вікіпедії середня і становить 71.8 пунктів
.

## Історія
- Листопад 2006 — створена 100-та стаття[3].
- Серпень 2007 — створена 1 000-на стаття[3].
- Липень 2014 — створена 10 000-на стаття[3].
- Вересень 2015 — створена 15 000-на стаття[4].